# Crepis kusnezovii
Crepis kusnezovii là một loài thực vật có hoa trong họ Cúc. Loài này được Pavlov mô tả khoa học đầu tiên năm 1950.